# NGC 1739
NGC 1739 je galaksija u zviježđu Zecu.

## Vanjske poveznice
- SEDS: NGC 1739